# Parapsyche sinensis
Parapsyche sinensis är en nattsländeart som först beskrevs av Martynov 1909.  Parapsyche sinensis ingår i släktet Parapsyche och familjen ryssjenattsländor. Inga underarter finns listade i Catalogue of Life.